# Aiguille de la Belle Combe
L'Aiguille de la Belle Combe (pron. fr. AFI: [eɡɥij də la bɛl kɔ̃b]; 3.082 m s.l.m.) è una montagna delle Alpi Pennine che si trova in Valle d'Aosta tra i comuni di Saint-Rhémy-en-Bosses e di Courmayeur.

## Caratteristiche

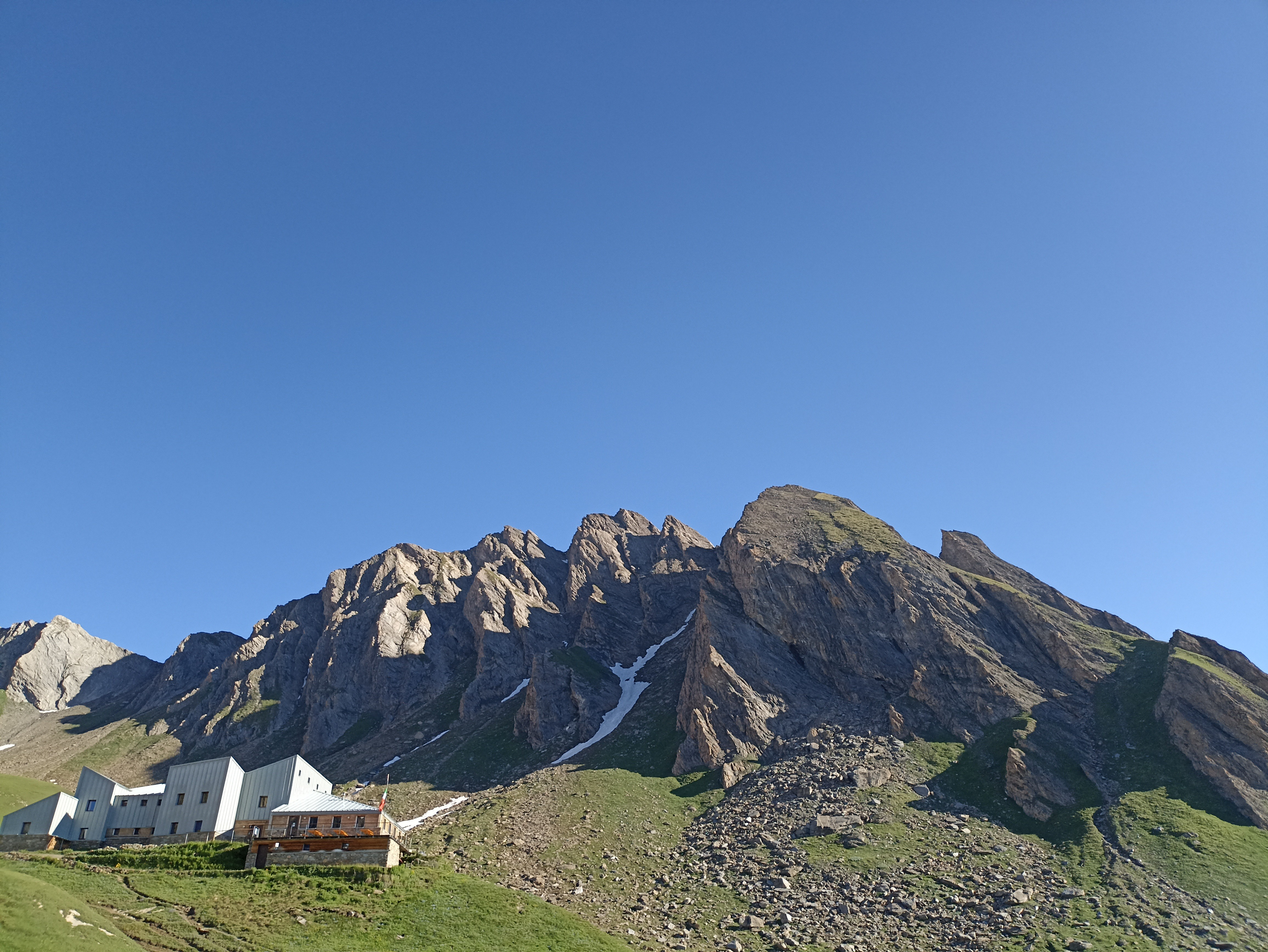
Altra immagine della montagna e del rifugio Pier Giorgio Frassati.

Si trova lungo la dorsale che partendo dal Grand Golliat con direzione sud e poi sud-ovest arriva al col de Malatra.
Sovrasta il rifugio Pier Giorgio Frassati.